# Экклезиология
Экклезиоло́гия (экклисиоло́гия) (от греч. ἐκκλησία — церковь и λόγος — слово) — отрасль христианского богословия, изучающая природу, свойства и устройство Церкви как раздел догматического богословия и как элемент богословия тех или иных отцов Церкви.
В Священном Писании Нового Завета содержится ряд образов, раскрывающих христианское понимание Церкви и её роли:
- образ виноградника (Мф. 20:1-16; Лк. 13:6-9);
- образ виноградной лозы и её ветвей (Ин. 15:1-8);
- образ засеянного поля (Мф. 13:24-32);
- образ пастыря и стада (Ин. 10:1-16);
- образ рыболовного невода (Мф. 13:47-48);
- образ спасительного корабля в волнующемся море (Мф. 8:26, Мк. 4:39, Лк. 8:25);
- образ матери верующих (Гал. 4:26);
- образ главы и тела (Еф. 1:22-23);
- образ невесты Христовой (Еф. 5:23; 2Кор. 11:2);
- образ брачного союза (Еф. 5:32);
- образ брачного пира (Мф. 25:1-13);
- образ строящегося здания (Еф. 2:19-22);
- образ дома (1Тим. 3:15; Евр. 3:6);
- образ града Божия (Евр. 11:10).

В святоотеческих книгах встречается представление о Церкви как о корабле, переплывающем житейское море.
В христианской экклезиологии сочетаются два аспекта: мистический и канонический. Мистический аспект смотрит на Церковь как на мистическое Тело Христово, для которого Иисус Христос есть глава (Еф. 1:22-23, Еф. 5:23, Кол. 1:18). Канонический аспект говорит о единстве Церкви вокруг епископа и единстве епископов между собой при непрерывности преемства от апостолов, положенных Христом в основание Церкви.
Учение о Церкви, как одно из важнейших, нашло отражение в Никео-Цареградском символе веры.
С точки зрения православной экклезиологии, любое отклонение, как от определённого Вселенскими соборами вероучения Церкви (ересь), так и от богоучреждённой иерархии священства Церкви (раскол), а также самоустранение на продолжительное время (без уважительных причин) от частого причащения Тела и Крови Христовых неминуемо ведёт к разрыву с Церковью. Этот разрыв констатируется Церковью в анафематствовании, то есть заявлении о невозможности для Церкви нести далее ответственность за того или иного еретика, раскольника или упорствующего грешника в своём уклонении от Церкви.